# Ertić
Ertić is een plaats in de gemeente Žakanje in de Kroatische provincie Karlovac. De plaats telt 25 inwoners (2001).